# Per Suther

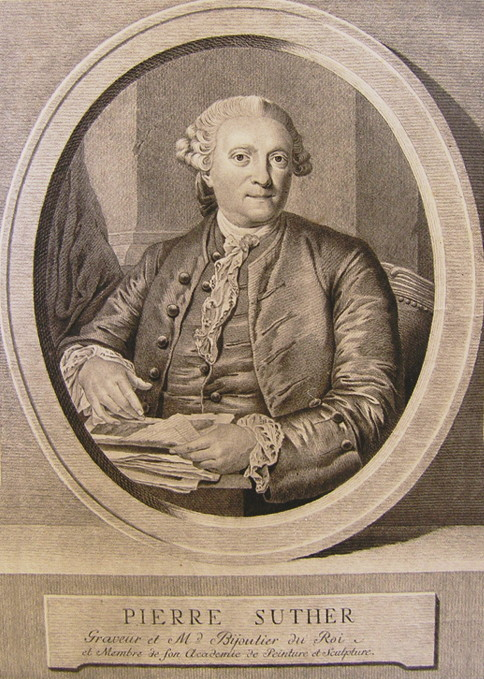
Pierre Suther 1773.

Johan Per Suther (Pehr, Petter, Pierre) , född 1719 i Stockholm, död 13 december 1789 i Stockholm, var en svensk direktör, tecknare, guldsmed, hovgravör och hovciselör.

## Biografi

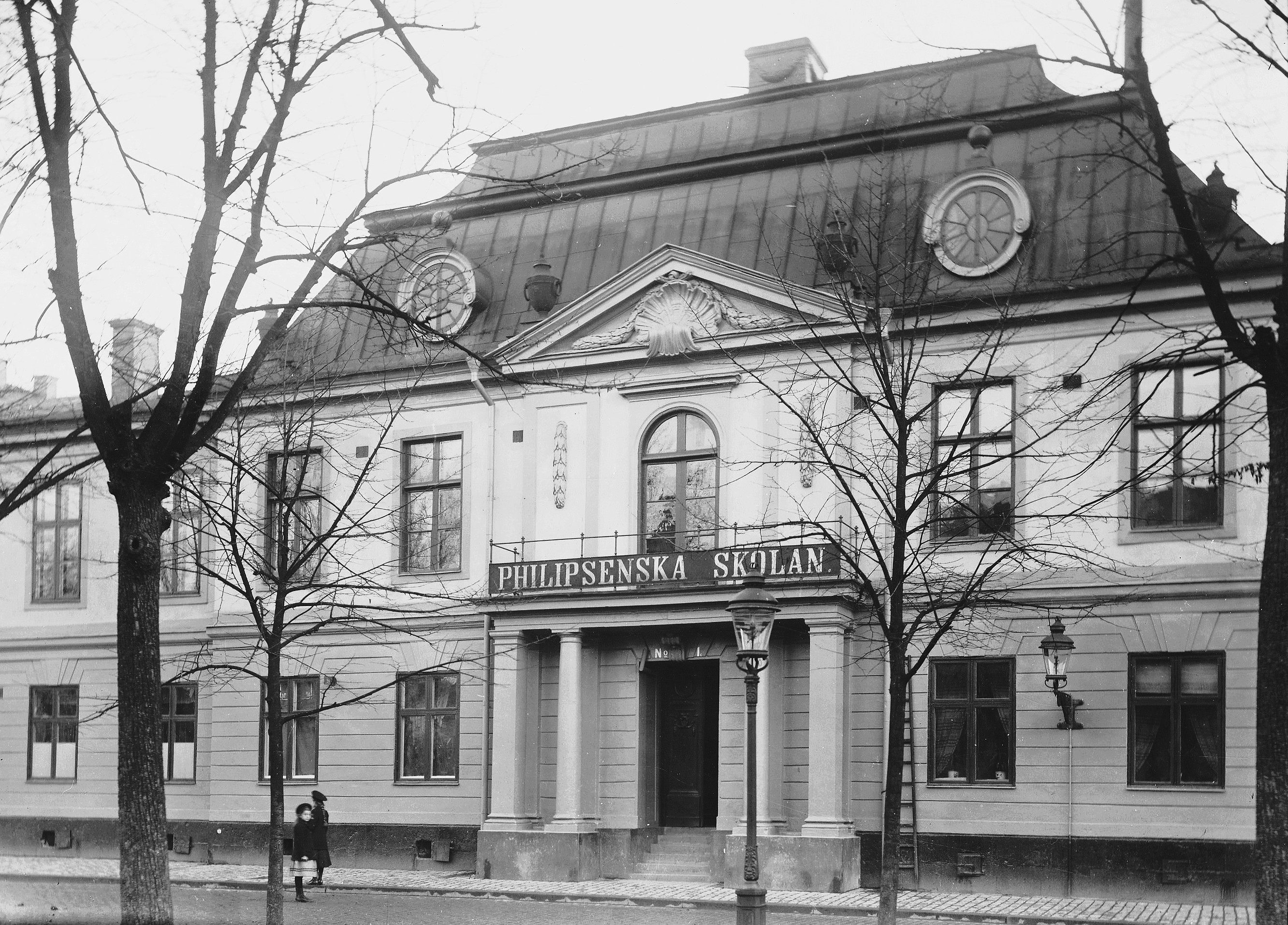
Sutherska huset, 1890-tal.

Per Suther var son till skepparen Lorens Sauter (Suter, Souter) och Margareta Persdotter Broberg och gift med Helena Margareta Rabenius. Suther gick i lära för guldsmeden Jonathan Brytzenius i Stockholm 1735–1741 och fick samtidigt undervisning i teckning och gravering av den danske medaljören Johan Bagge. Han arbetade som gesäll hos hovguldsmeden Frantz Bergs 1741–1746 och reste därefter 1746 till Paris för att studera gravyr för Pelot och ciselering av C.T. Duplessis. Enligt Olof Granberg vistades han därefter i S:t Petersburg där han grundlade sin förmögenhet genom att arbeta för hovet. 
När han återkom till Stockholm 1750 utnämndes han på Carl Gustaf Tessins rekommendation till hovgravör och hovciselör samt drev utan att söka medlemskap i guldsmedsämbetet en egen verkstad. Han vistades i Paris 1754–1755 och ansågs där som en synnerligen kännare av ädla stenar. När han återvände från Paris visade han upp tre ciselerade plåtar -en i silver och två i mässing- silverplåten  köptes av Tessin. En av mässingsplåtarna visade ett motiv med Venus och Copido och den plåten använde Suther som receptionsstycke till Konstakademien och senare köptes plåten av generalkonsul Jean Johnsson. Han blev ledamot av Konstakademien 1773 och 1782 erhöll han direktörs namn, heder och värdighet. 
Suther var mycket förmögen och han var ägare till stora samlingar av dyrbara målningar, böcker och gravyrer och syns efterhand alltmer övergått till att driva handel med juveler, guldsmedsarbeten och konst med kungen och prinsarna som stora kunder. Han åtnjöt ett stort anseende som guldsmed men  eftersom han inte tillhörde ämbetet blev hans produktion inte stämplad och är därför till största delen omöjlig att identifiera men bland hans  säkra arbeten finns en nattvardskalk av förgyllt silver som Gustav III skänkte till Slottskapellet 1778. 
Med säkerhet vet man att han utförde en silverkrona till Sofia Magdalenas biläger 1766 och han tillverkade graverade urboetter i guld. Man kan anta att han även tillverkade åtskilliga snusdosor med inläggningar av porträttmedaljonger och juveler. Ett troligt arbete var den guldkalk som Gustav III på väg till S:t Petersburg skänkte till Björkö kyrka i den då ryska delen av Finland. Suther är representerad vid Uppsala universitetsbibliotek med en teckning och sin handskrivna självbiografi, Nationalmuseum och Livrustkammaren i Stockholm.